# Nokia N72
Nokia N72 — трёхдиапазонный смартфон фирмы Nokia, работающий на платформе S60 (Series 60) 2nd Edition, Feature Pack 3 под управлением операционной системы Symbian OS версии 8.1a.
Считается рестайлинговой моделью Nokia N70. Выпускается в трёх цветовых вариантах: чёрном, розовом и сливовом.

## Похожие модели
- Nokia N70
- Nokia 7710
- Nokia 6681
- Nokia 6680
- Nokia 3250
- Nokia 3230